# Stamhuset Sæbygaard
Stamhuset Sæbygaard var et stamhus, der blev oprettet i 1797 af Elisabeth og Otte Arenfeldt. Det bestod af hovedgårdene Sæbygaard og Ottestrup. Stamhuset blev ophævet i 1921 med lensafløsningen.

## Stamhusets besiddere
- (1763-1806) Otte Arenfeldt (ægtemand)
- (1806) Mette Johanne Juel Reedtz (sønnedatter af Elisabeth B. Arenfeldts søster)
- (1806-1820) Jens Karl baron Krag-Juel-Vind (ægtemand)
- (1820-1858) Frederik (Frits) Sigfred baron Krag-Juel-Vind-Arenfeldt (søn)
- (1858-1867) Preben baron Krag-Juel-Vind-Arenfeldt (broder)
- (1867-1878) Sophie Cathrine baronesse Krag-Juel-Vind-Arenfeldt (søster)
- (1878-1884) Elisabeth Eleonora Christine baronesse Krag-Juel-Vind-Arenfeldt (søster)
- (1884-1909) Christian Ditlev Adolph Arenfeldt (norske linje af Arenfeldt-slægten)
- (1909-1947) Julius Frederik Arenfeldt (søn)